# Радаи, Гедеон (поэт)

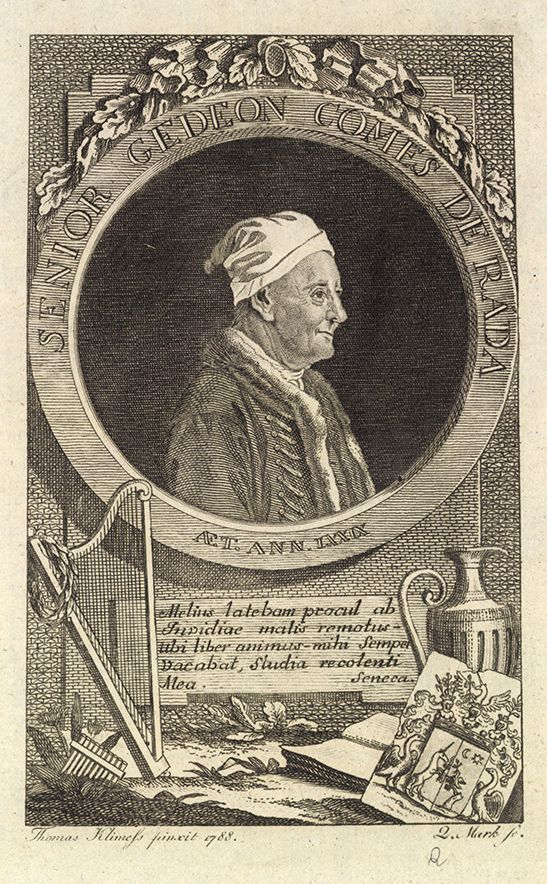
Гедеон Радаи

Граф Гедеон Радаи (венг. Ráday Gedeon; 1 октября 1713, с. Луданьхаласи близ г. Сечень — 6 августа 1792, Пецель) — венгерский поэт и государственный деятель.

## Биография
Получил прекрасное образование в лютеранском лицее в г. Пожонь (ныне Братислава). Позже в 1731—1733 годах изучал право и теологию в университетах Берлина и Франкфурта на Одере. Вернувшись на родину в Венгрию, поселился в Пецеле.
Представлял интересы общины Пецеля в Пеште, был старостой местной венгерской реформатской церкви. Отказался от любых титулов и привилегий.
Был библиофилом, и посвятил свою жизнь сбору семейной библиотеки. Его библиотека содержала классические произведения лучших авторов по всем областям наук, а также самую большую в Венгрии коллекцию литературы эпохи французского просвещения.
Гедеон Радаи участвовал в литературной жизни Венгрии.
Он был первым, кто ввёл в венгерскую поэзию по образцу западных литератур размер и рифму и успешно применял их в своих стихах на венгерском языке.
Из его поэтического наследия до наших дней сохранилось мало, кроме 42-х опубликованных им стихотворений, но его роль в венгерской литературной жизни была более важной, чем его собственные произведения.
Гедеон Радаи — меценат, который оказывал помощь и финансовую поддержку венгерским литераторам и поэтам. Он финансировал несколько периодических изданий, в том числе в области театрального искусства. Своей помощью вдохновлял и помогал талантливым авторам нового поколения. Молодежь называла его «отцом венгерских литераторов».

## Источник
- Радай, Гедеон // Энциклопедический словарь Брокгауза и Ефрона : в 86 т. (82 т. и 4 доп.). — СПб., 1890—1907.